# Scintillomètre
Ne doit pas être confondu avec détecteur à scintillation.

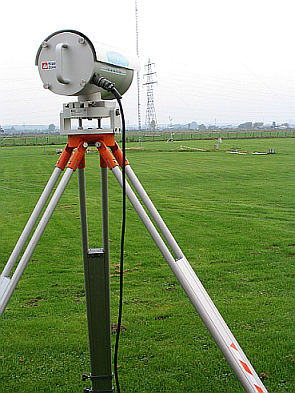
Le transmetteur d'un scintillomètre à large ouverture à l'Université de Wageningen aux Pays-Bas

Un scintillomètre est un instrument pour détecter le changement de luminosité (Cn²), ou scintillation, d’un faisceau électromagnétique passant à travers l’atmosphère à la suite de la variation d'indice de réfraction de l’air le long de son trajet. Cette variation est causée par la distribution de la température, de la pression et de l’humidité dans le volume d’air rencontré, ainsi que de la turbulence dans le milieu. 
Le tout permet d’étudier les échanges de chaleur sensible entre le sol et l’atmosphère lorsque de la lumière du spectre visible est utilisé et le flux de chaleur latente (évapotranspiration) si ce sont des micro-ondes. Cet appareil ne doit pas être confondu avec le détecteur à scintillation qui est un instrument pour détecter les photons émis par un matériau fissible ou à la suite d'un dépôt d'énergie par interaction d'un rayonnement.

## Principe de fonctionnement
L'onde électromagnétique subit une réfraction produite par les variations de température (T), de pression (p) et d’humidité (e) qui modifient la trajectoire de propagation de l’onde électromagnétique. L’indice de réfraction de l’air (n) est habituellement est à peu près égal à 1,0003 mais varie selon, : 
{\displaystyle N=n-1=77,6{\frac {p}{T}}+3,73\times 10^{5}{\frac {e}{T^{2}}}}
Lorsqu’une onde se propage à travers l’atmosphère, elle subit également diverses sortes de modifications en plus de la réfraction. La scintillométrie repose donc en partie sur la théorie de la propagation d’onde en milieu turbulent, suivant la composition chimique de l’atmosphère et des particules qui sont en suspension, qui causent diffusion et absorption. 
Le chemin suivi par le faisceau du scintillomètre verra des variations de ces paramètres dues aux turbulences de la couche limite atmosphérique. Les tourbillons modifient la trajectoire de l’onde électromagnétique de différentes manières suivant le rapport entre leur taille et la taille du faisceau. 
Les gros tourbillons tendent à agir comme des dioptres qui dévient le rayon latéralement. Ceux de taille moyenne se comportent comme des lentilles convergentes ou divergentes (en fonction de la valeur de n), alors que les plus petits ont un rôle diffractant. La taille du faisceau est donc très importante pour savoir quels sont les tourbillons qui vont avoir le plus d’influence sur la propagation. C'est l'étude de ces variations qui va donner les flux dans l’atmosphère traversée.

## Description
Le scintillomètre est formé d’un émetteur et d’un récepteur placés à plusieurs centaines de mètres distance l’un de l’autre. L’émetteur produit un faisceau électromagnétique grâce à une source et une méthode de focalisation par des miroirs, lentilles ou antennes. Il peut s’agir d’un projecteur assez simple ou d’un laser. Le récepteur en un capteur qui enregistre les variations d’intensité de cette onde, et les traduit en paramètres de structure de l’indice de réfraction. 
Un scintillomètre est caractérisé par :
1. le diamètre du faisceau : pour les systèmes optiques, la taille du faisceau permet de définir les distances d’utilisation, ainsi que la taille des tourbillons les plus influents ;
2. la longueur d’onde d’émission : permet d’augmenter la sensibilité du Cn² à la température (dans le cas de longueurs d’onde dans le visible/proche infrarouge) ou à l’humidité (cas des longueurs d’onde dans les micro-ondes).

## Types

### Scintillomètre à large et extra-large ouverture
Il s’agit d’appareils qui émettent un faisceau de large diamètre allant de 15 à 30 cm permettant de couvrir une distance allant jusqu’à 8,5 km. La production du large faisceau est réalisée soit à l’aide d’un miroir parabolique qui concentre la lumière émise au point focal, soit par une lentille de Fresnel. 
La source peut être une diode dont le spectre d’émission se situe dans le domaine visible/proche infra-rouge ou un émetteur micro-onde.

### Scintillomètre laser
Il s’agit d’une variante des scintillomètres classiques utilisant un mince faisceau laser et couvrant des trajectoires entre 50 et 250 m. L’émission est réalisée à l’aide d’une source à 670 nm. Ces instruments permettent d’effectuer des mesures complémentaires à celles du Cn² : tourbillons à l’échelle interne des parcelles d'air, vitesse du vent transverse, etc. 

### Scintillomètre double
Ces appareils utilisent un émetteur double et un seul récepteur.  Ils permettent de couvrir des transects entre 500 m et 5 km, et opèrent à la longueur d’onde de 880 nm. La taille des faisceaux est approximativement de 15 cm. La propagation de deux faisceaux parallèles permet de calculer la vitesse du vent transverse à l’aide d’une mesure de covariance des deux signaux reçus au niveau du détecteur. Cet instrument présente l’originalité d’utiliser au niveau de l’émission un réseau circulaire de diodes électroluminescentes (DEL), favorisant l’alignement des instruments.